# Hannibal Laguna
Hannibal Laguna (Caracas, Venezuela, 8 de octubre de 1967) es un diseñador de moda español.

## Biografía
Siendo su padre Aníbal Angulo  de Almería y su madre de Valencia, nació en Caracas, Venezuela, en 1967. A los 15 años se traslada a España, iniciando sus estudios de modisto en Milán cuando cumple 18 años.
En 1987 inicia su carrera en solitario y abre su estudio y taller de diseño. A la edad de 19 años, su primera colección “Concorde” fue galardonada con el premio Air France y seleccionada por Paco Rabanne para representar a España en el salón internacional “Europe in USA”.
Hannibal Laguna presentó su primer desfile en una pasarela en 1988, en el singular escenario del legendario teatro Colony de Miami y expuso su colección en el histórico Miami Convention Center del distrito Art decó. Al éxito de su colección se sumó la distribución internacional y la apertura de un nuevo Atelier de Costura, así nace la firma Hannibal Laguna. Un referente en la moda, asociado al lujo y la feminidad más exquisita.
Al final de la década de los 80, la firma ya había presentado con éxito cinco colecciones de Pret-â-Porter, lo que permite comenzar a experimentar con la creación de diseños exclusivos para clientas y amigas de la maison. De inmediato, la costura a medida se convierte en el escenario perfecto para canalizar emociones, y se incorpora el diálogo que nace entre clienta y autor como parte del proceso creativo. Esta disciplina es la que a través de los años se convierte en la gran pasión de la casa.
Al Atelier llegaban cada día clientas de toda España alimentando la pasión y eclipsando todo el tiempo del fundador y director creativo de Hannibal Laguna. Poco después, las Boutiques también empiezan a solicitar piezas de las colecciones privadas de la firma. Desbordados por los encargos se decide fusionar el Pret-â-Porter con diseños exclusivos, naciendo así las colecciones de Costura. Sin saberlo, la casa Laguna formó parte del embrión que 20 años después se denominaría Pret-â-Couture.
La firma Hannibal Laguna destaca por la maestría de su patrón, la insuperable calidad de sus tejidos y la impecable confección de cada una de sus piezas.
La búsqueda de la excelencia concluyó en uno de los mejores talleres artesanos de España, en donde cada uno de los modelos, está hecho a mano por un equipo de profesionales, expertos en la ejecución de las técnicas de la Alta Costura. Un equipo que controla paso a paso cada diseño, desde la personalización del boceto inicial y el corte a medida, hasta la culminación y ejecución de los bordados, logrando así, el refinamiento y la fidelidad de los detalles, con un resultado perfecto.
En la década de los 90’, la marca descubre la magia de vestir una novia. La experiencia se repite de forma constante y los famosos e icónicos corpiños de la casa, que aportaron fama y reconocimiento internacional a la casa Laguna, convierten a la firma, en una de las primeras en presentar una colección monográfica exclusivamente dedicada a las novias, impulsando así, el "Diseño de Autor" en la pasarela Gaudí Novias. Un proyecto visionario creado por Paco Flaqué, que convirtió a Barcelona en capital internacional de la moda y referente mundial del diseño de novias.
Desde que en 1998 la firma inauguró su Flagship Atelier en la “Milla de Oro” de Madrid, sus colecciones de Costura han estado presentes en las principales capitales. Tokio, París, Milán, Atenas, Lisboa, Kuwait, Bruselas, Miami, Las Vegas, o San Petersburgo, entre otras.
En el año 2014 Hannibal Laguna celebra su colección número 100 “ONE HUNDRED”. Un homenaje a más de dos décadas de éxitos, traspasado fronteras y vistiendo a mujeres de todo el mundo con el inconfundible sello de sus creaciones. Piezas únicas, admiradas y reconocidas como auténticas joyas, que perduran en el tiempo por encima de tendencias y modas.
En la actualidad la firma presenta sus colecciones en la pasarela Mercedes-Benz Fashion Week Madrid y la pasarela Madrid Bridal Week. En el año 2017 Hannibal Laguna celebró su 30ª aniversario, un homenaje a las tres décadas de historia de la casa. Sus colecciones también han desfilado en la Exposición Universal Lisboa 98, Atenas L’Oréal Mundiale 99, Miami Fashion Week, VFW, Dominicana Fashion Week, BFW Barcelona y MBFW-Santo Domingo entre otras. Sus creaciones y su vibrante puesta en escena hacen de sus desfiles uno de los eventos más esperados.
Cine, teatro, danza y ópera: bajo la personal visión de la casa Laguna, se ha vestido a innumerables personajes de las artes escénicas. PROMETEO, LA CENICIENTA de Antonio Canales, EL CRIMEN FERPECTO de Álex de la Iglesia, DI QUE SÍ, LA MUJER MÁS FEA DEL MUNDO de Miguel Bardem, LA DIVINA COMEDIA por La Fura Dels Baus, y exclusivos recitales de ópera en el Teatro Real de Madrid, el Palau de les Arts Reina Sofía de Valencia y el Gran Teatre Liceu de Barcelona, entre otros.
Durante su trayectoria la marca ha colaborado en múltiples proyectos solidarios y de cooperación al Desarrollo a través de diversas Fundaciones y ONGS, tales como la Fundación THEODORA, la Fundación ALADINA, la Fundación Sandra Ibarra, la AECC, Asociación Española contra el Cáncer y la Fundación Isabel Gemio y Unicef. La firma también colaboró con Walt Disney Europa diseñando un modelo inspirado en el personaje La Sirenita, que fue expuesto y subastado en la Sala Christie’s de París. Destaca también, la creación de la emblemática camiseta “ I’M A REAL SPANISH FASHION FAN”, en colaboración con la revista ELLE y MANGO a beneficio de la ONG PLAN en su proyecto para HAITÍ.
El reconocimiento por el trabajo de la firma también la ha llevado a viajar con sus obras: “TRAS EL ESPEJO” desde EL MUSEO REINA SOFÍA hasta EL MUSEO ETNOGRÁFICO DE SAN PETESBURGO, pasando por el IVAM, EL MUSEO DEL TRAJE, SAN PÍO V, LA CASA DE LA OBRA PÍA en La Habana, el Museo de Zaragoza, El Museo Cerralbo, las Embajadas de España en París y Lisboa o la Exposición “Veinte trajes para Europa” organizada por el Instituto Cervantes, expuesta en Bruselas, Madrid, Moscú y Budapest.
Como reconocimiento al talento y carrera de la firma Hannibal Laguna y su director creativo, la casa ha recibido diferentes premios y homenajes, como el premio nacional Air France de la moda, los Importantes del Diario Información, la Estrella Intercoiffure, o El Dedal de Oro (2014) a toda su trayectoria. En el año 2009 una de sus creaciones fue elegida entre de las diez mejores del mundo por la prestigiosa “RED CARPET FASHION AWARDS”. En el año 2010 el creador de la casa Laguna fue galardonado con el premio “T DE TELVA” al mejor Creador Nacional de la Moda. En el año 2016 recibió el premio “FIBES SEVILLA” como reconocimiento a su trayectoria profesional. En el año 2017 recibió el premio del Instituto Europeo de Diseño “IED DESIGN AWARDS 2017”. En el año 2018 recibió el galardón a “CREADOR DE MODA” en los premios 10 LIFESTYLE LA RAZÓN.
Defensor de la belleza y la elegancia atemporal. Las colecciones de la firma Hannibal Laguna son toda una declaración de intenciones. La magia del estilo de la casa se percibe a través sus inconfundibles siluetas femeninas y contundentes trazos delicados. Estas son las cautivadoras señas de identidad que definen a la casa Laguna y a su fundador como uno de los creadores españoles con mayor proyección internacional.

## Trayectoria

### Pasarelas
•Desde 1997 hasta 2009 sus colecciones desfilan en Pasarela Gaudí Novia España Barcelona'.
•Desde 2009 hasta la actualidad presenta sus colecciones de costura novias en Cibeles novias

•Desde 1999 hasta 2007 Pret a Porter mujer y hombre en Barcelona fashion week.
•Desde 2001 a 2009 Pasarela Valencia fashion week.
•Desde 2007 hasta la actualidad presenta sus colecciones prêt-à- porter en la Mercedes Benz fashion week Madrid.
•En 2008 Cierra la pasarela Dominicana de Moda, donde es invitado como diseñador.

### Vestuario en Cine y Teatro
- La mujer más fea del mundo de Miguel Bardem.[9]
- Di que si, el vestuario de la actriz- protagonista Paz Vega.[10][11][12]
- El crimen perfecto de Álex de la Iglesia.
- La Cenicienta de Antonio Canales.
- Prometeo de Antonio Canales.
- En Florencia, La divina comedia de Dante Alghieri a cargo de La Fura dels Baus, parte del vestuario.

## Premios
- Premio IMPORTANTES 2003 del Diario Información.[13]
- Premio ESTRELLA INTERCOIFFURE.[14]
- Elegido entre los 10 mejores diseñadores internacionales del 2009 por "RED CARPET FASHION ADWARDS"[15]
- Premio T de TELVA 2010 al mejor diseñador español.[16]
- “DEDAL DE ORO” mejor diseñador por su trayectoria.[17]